# Клан Маккиннон
Маккиннон (англ. Mackinnon) или Фингон (англ. Fingon) — один из кланов горной части Шотландии. 

## История клана
По мнению историка Уильяма Скена, предком клана является Кеннет Мак-Алпин, сын Алпина II. Ранее считалось, что Кеннет был гэлом, но недавние исследования показали, что на самом деле он был пиктом — таким образом, клан Маккиннон изначально является пиктской династией. Иэйн Монкрейфф считал, что Маккинноны в родстве со святым Колумбой, отмечая, что на гербе клана изображена рука святого, держащая крест, и что несколько Маккиннонов были айонскими аббатами.
О ранней истории клана известно мало, но исследователь Уильям Скен предполагает, что Маккинноны служили островным лордам, в 1493 году добились некоторой независимости и, возможно, воевали или же союзничали с соседними кланами, например, кланом Маклин или кланом Макдональд.
В XVII—XVIII веках Маккинноны поддерживали якобитов; кроме того, существует мнение, что их вождь помогал бежать во Францию Карлу Эдуарду Стюарту. За помощь якобитам клан потерял последние из своих древних владений.